# Винтовка Венцля
Винтовка Венцля — австрийская винтовка XIX века.

## История
После сокрушительного разгрома австрийских войск в австро-прусской войне 1866 года, командование австрийской армии пришло к выводу, что главной причиной этого катастрофического поражения было устаревшее вооружение солдат. В отличие от пруссаков, вооружённых игольчатыми винтовками Дрейзе, австрийцы были оснащены капсюльными дульнозарядными винтовками Лоренца образца 1854 года. Из-за этого для перезарядки своих винтовок австрийским солдатам приходилось вставать, в отличие от пруссаков, которые могли перезаряжать своё оружие в любом положении.
Так как требовалось срочно перевооружить всю австрийскую армию, качестве временного решения было решено модернизировать винтовки Лоренца M1854 и M1862. Проект модернизации разработал Йозеф Венцль (Josef Wänzl). Всего было переделано около 70000 единиц оружия. Винтовка Венцля была заменена в 1870-х гг. на винтовку Верндля. Изменения касались врезания откидного затвора в казённую часть винтовки, подобно винтовкам Снайдер-Энфилд, но в отличие от него, поворотная ось располагалась перпендикулярно стволу.

## Варианты
- Wänzl Infanterie Gewehr M1854/67
- Wänzl Infanterie Gewehr M1862/67
- Wänzl JagerStutzen M1854/67
- Wänzl JagerStutzen M1862/67
- Wänzl Extra-Corps Gewehr M1854/67
- Wänzl Extra-Corps Gewehr M1862/67
- Wänzl WallGewehr M1872

## Страны-эксплуатанты
- Австрийская империя
- Австро-Венгрия
- Княжество Черногория: В дополнение к состоявшим на вооружении 7000 винтовкам Крнка весной 1876 года было закуплено 6000, а затем ещё 5500 единиц оружия системы Венцля. Позднее они были заменены винтовкой Верндля.
- Албания: на момент случившегося в 1912 году восстания по некоторым данным находилось несколько десятков тысяч винтовок.
- Кроме того, оружие этой системы имелось и у повстанцев Герцеговины.
- Империя Цин